# 伊莉莎白·弗朗西斯
伊莉莎白·弗朗西斯（英語：Elizabeth Francis，1909年7月25日—2024年10月22日），美国超級人瑞，繼伊迪·切卡雷利（Edie Ceccarelli）於2024年2月22日逝世後成為在世最年長美國人。

## 生平
弗朗西斯於1909年7月25日生於美國路易斯安那州聖瑪麗堂區的一戶非裔美国人家庭，父親為約翰·弗朗西斯（John Francis，1880年—1969年），母親為維吉尼亞·馬修斯（Virginia Matthews，1880年—1920年），但她不知道自己在堂區內哪個地方出生。她的家人亦頗為長壽，姐姐兼鄰里伯莎·約翰遜（Bertha Johnson，1904年8月6日—2011年2月21日）活到106歲，另外一名姊妹活到95歲。1920年母親病逝後，她和五名兄弟姊妹各被送往不同的家庭，而她則被送往德克萨斯州休斯敦由阿姨照顧。
獨生女多蘿西·威廉斯（Dorothy Williams）生於1928年9月1日，由弗朗西斯獨力撫養。她和女兒由69歲的孫女埃塞爾·哈里森（Ethel Harrison）照料。2024年9月時女兒已經96歲，在她去世前是在世最年長且其中一位父母依然健在的人。她於2021年時有三位孫子、四位曾孫及兩位玄孫。1975年退休前，弗朗西斯曾於KTRK-TV的休斯敦總部經營咖啡店，期間與主播戴夫·沃德（Dave Ward）熟絡，二人在2021年透過FaceTime重逢。由於她不懂駕駛，因此出門需倚靠家人或乘搭交通工具。
弗朗西斯於2024年10月22日過世，享嵩壽115歲89天。她逝世後，生於1910年的賓夕法尼亞州女性娜奧米·懷特黑德成為在世最年長美國人。

## 健康與長壽
弗朗西斯從不抽煙且不偏食，經常在後院中種菜。她自2016年開始以輪椅代步，認為自己長壽的原因是相信上帝。2020年6月21日從墨西哥移居到德克薩斯州艾爾帕索的瑪麗亞·德拉塔拉曼特斯（Maria de la Talamantes）過世，弗朗西斯成為州內的在世最年長者。
2024年2月1日珀爾·伯格（Pearl Berg）去世後，弗朗西斯成為最後一位生於1909年的美國人。三週後剛過116歲生日的伊迪·切卡雷利病逝，她成為在世最年長的美國人。但由於西班牙人瑪麗亞·布拉尼亞斯·莫雷拉生於加利福尼亞州，她直至8月19日莫雷拉身故後方成為在世最年長且生於美國的人。
她在去世前曾是獲老人学研究组织認證的在世第三年長者，僅次於糸岡富子和伊娜·卡納巴羅·盧卡斯。

## 另見
- 最長壽者
- 獲驗證的最長壽者列表

## 備註
1. ↑  不同來源對弗朗西斯父親的逝世年齡有出入。根據TODAY.com，[8]其孫女表示弗朗西斯父親逝世時99歲，但根據老人学研究组织和Find a Grave所述為88歲。[4][9]